# Docalidia pudica
Docalidia pudica är en insektsart som beskrevs av Nielson 1979. Docalidia pudica ingår i släktet Docalidia och familjen dvärgstritar. Inga underarter finns listade i Catalogue of Life.